# Erica Hooker
Erica Hooker (Erica Leigh Hooker, geb. Nixon; * 15. Dezember 1953) ist eine ehemalige australische Weitspringerin und Fünfkämpferin.
Beim Weitsprung der Olympischen Spiele 1972 in München schied sie in der Qualifikation aus.
1974 wurde sie bei den British Commonwealth Games in Christchurch Sechste im Weitsprung und Vierte im Fünfkampf, und 1978 gewann sie bei den Commonwealth Games in Edmonton Silber im Weitsprung mit ihrer persönlichen Bestleistung von 6,58 m.
Viermal wurde sie Australische Meisterin im Weitsprung (1973–1976) und fünfmal im Fünfkampf (1973–1977).
Sie ist mit dem ehemaligen Mittelstreckenläufer Bill Hooker verheiratet. Ihr gemeinsamer Sohn Steve Hooker ist als Stabhochspringer erfolgreich.